# Municipio de Halifax (Carolina del Norte)
El municipio de Halifax (en inglés: Halifax Township ) es un municipio ubicado en el condado de Halifax en el estado de Carolina del Norte (Estados Unidos). Según el censo del año 2010, tenía una población de 2775 habitantes.